# Hector Munro
Hector Munro, 8.º laird de Novar KB (1726 - 27 de diciembre de 1805) fue un noble escocés y general británico, 9.º Comandante en Jefe de la India (1764-1765).

## Biografía
Nació en 1726 en Novar House (Ross, Escocia), hijo de Hugh Munro.
Siguió la carrera de las armas y en 1747 ingresó a los Loudon's Highlanders. El auxilio que brindó a la Duquesa de Gordon en su viaje por Sutherland (Escocia) le valió obtener su primera comisión siendo designado teniente del Regimiento n.º 34 de Infantería. En 1749, desbandado su regimiento, fue transferido al Regimiento n.º 48 de Infantería.
En 1754 Munro fue transferido como teniente al Regimiento n.º 31 de Infantería y recibió órdenes de pasar a Badenoch con 3 escuadrones de Dragones para detener a los rebeldes jacobitas del distrito encabezados por John Dubh Cameron. Munro cumplió sus órdenes exitosamente y Cameron fue ejecutado en Perth.
En 1756 fue promovido a capitán del 2.º batallón, el cual en 1758 se convertiría en el Regimiento n.º 70 de Infantería. En 1759 fue nombrado mayor del Regimiento n.º 89 Highlanders.
En diciembre de 1760 embarcó con su unidad en Portsmouth rumbo a las Indias y arribó a Bombay en noviembre del siguiente año. Al frente de un fuerte destacamento, Munro se unió a las tropas de la Compañía Británica de las Indias Orientales comandadas por el mayor John Carnac en Patna, asumiendo el mando. Tras sofocar un motín de cipayos, el 23 de octubre de 1764 derrotó a un ejército enemigo cinco veces superior en número en la Batalla de Buxar.
La abrumadora victoria sobre la alianza del Nawab de Bengala Mir Qasim con el de Oudh, Shuja-ud-Daula, y con el emperador mogol Shah Alam II (1728-1806), le valió el agradecimiento del Presidente del Consejo de Calcuta y el inmediato ascenso al grado de teniente coronel.
De regreso a su país, en 1768 fue elegido parlamentario ante la Cámara de los Comunes del Reino Unido por Inverness, representación que mantuvo por treinta años, buena parte de los cuales pasó en la India, adonde regresó en 1778 con el grado de coronel para asumir el comando del ejército de la Compañía en Madrás.
A fines de ese año capturó a los franceses el Distrito de Puducherry, pero en 1780, en la Segunda Guerra Anglo-Mysore, en vez de unirse a las tropas del coronel William Baille optó por mantener su posición. Derrotado Baille por Hyder Ali en la Batalla de Pollilur (1780), Munro debió ceder el mando a Sir Eyre Coote. Comandó la división de la derecha del ejército que al mando de Coote obtuvo la decisiva victoria en la Batalla de Porto Novo (1781).
Separado del ejército por problemas de salud y la enemistad de Coote, permaneció inactivo en Madrás hasta que a instancias del nuevo gobernador Lord Macartney asumió el mando de una expedición de la Compañía contra los establecimientos holandeses. Tras cuatro semanas de sitio el 12 de noviembre de 1781 Munro capturó Nagapattinam, en la que sería su última acción de importancia en la guerra.
En 1782 se retiró a su tierra natal con el grado de mayor general, donde hizo levantar un monumento en Fyrish con el objeto de proporcionar trabajo a la población de la zona.
En 1787 fue designado coronel honorario del Regimiento n.º 42 Highlanders, en 1793 fue promovido a teniente general y el 1 de enero de 1798 a general. Munro utilizó la fortuna habida en la India para reformar Novar House y forestar sus tierras. Falleció el 27 de diciembre de 1805. Tuvo dos hijos que murieron en la India y una hija, Jean, casada con el teniente coronel Craufurd Ferguson. Fue sucedido en la propiedad de Novar House por su hermano, Sir Alexander Munro.